# 2404 Antarctica
2404 Antarctica è un asteroide della fascia principale. Scoperto nel 1980, presenta un'orbita caratterizzata da un semiasse maggiore pari a 3,1213327 UA e da un'eccentricità di 0,1383224, inclinata di 2,69173° rispetto all'eclittica.
L'asteroide è dedicato all'Antartide, in ricordo della Terza spedizione antartica sovietica, alla quale partecipò anche lo scopritore del corpo celeste.